# It's Like That
Para la canción del grupo de hip hop, véase It's Like That (canción de Run-D.M.C.)
«It's Like That» (en español: «Es Así») es una canción escrita por la cantante Mariah Carey, Jermaine Dupri, Manuel Seal, y Johnta Austin y producida por Carey y Dupri para el décimo álbum de estudio de Carey The Emancipation of Mimi (2005). La producción se basó en el sample (muestra) de la canción "Hollis Crew" (1984) de la banda Run-D.M.C., mostrando una fuerte influencia de sonidos retro de Hip Hop. Además la canción comparte el mismo nombre de otra canción de Run-D.M.C. Se lanzó cómo primer sencillo del álbum en el primer trimestre del 2005 alcanzando el top 20 en varios países, entre ellos Estados Unidos convirtiéndose en un gran éxito en comparación a los sencillos anteriores de Carey. En los premios Grammy del 2006 la canción ganó una nominación en la categoría "Mejor Interpretación Vocal Femenina de Pop" pero perdió frente a "Since U Been Gone" de Kelly Clarkson.

## Escritura y grabación
"It's Like That" fue una de las últimas canciones grabadas para The Emancipation of Mimi. Después de grabar casi veinte pistas para el álbum Carey se mostró satisfecha con el resultado pero el presidente LA Reid de DefJam sentía que algo le faltaba y le pidió que escribiera más canciones con Dupri y el resultado fueron dos de las más populares canciones del álbum "It's Like That" y "We Belong Together". A pesar de que la canción contiene partes rapeadas por Dupri y Fatman Scoop a éstos no se le acreditan razones técnicas. La protagonista de la canción relata sobre una noche de fiesta y que celebran "La emancipación de mimi".

## Lanzamiento y Recepción
"It's Like That" fue un éxito comercial alcanzando el número dieciséis en el Billboard Hot 100. La canción tuvo una recepción relativamente buena en comparación a los sencillos anteriores de Carey lanzados entre 2001 y 2004 que casi ninguno entró al Hot 100. El sencillo se mantuvo en el top 40 durante quince semanas, fue certificado de platino por la RIAA y clasificó en el número 69 en la lista Hot 100 de fin de año (2005).
Como consecuencia de la explosión de la venta de música digital en el 2005, se realizaron muchos cambios en las listas de la revista Billboard. Debido a éstos cambios efectuados a principio del 2005 Carey fue uno de los primeros artistas en entrar en el nuevo formato. A fines de febrero del mismo año se añadió el Billboard Hot Digital Tracks que se basa en las estadísticas de venta a través de descargas digitales. Esta lista se ha convertido en uno de los principales influyentes en el Hot 100, es por esto que "It's Like That" fue lanzado el 25 de enero de 2005 en la tienda en línea iTunes Store y gracias al número significativo de descargas la canción pudo ascender en el Hot 100. 
El sencillo mostró ser levemente más exitoso fuera de Estados Unidos, alcanzando el top 20 en Alemania, Francia y Noruega, top 10 en Australia y top 5 en el Reino Unido donde llegó al número cuatro. En España también demostró ser un gran éxito alcanzando el número uno.

## Remixes
El remix (remezcla) oficial fue producido por Scott Storch y tiene una influencia del medio oriente mezclada con versos rapeados por Fat Joe. Los "dance remix" (remix bailables) fueron producidos por David Morales. Peter Rauhofer y Pound Boys también produjeron varias mezclas pero nunca fueron lanzados. Debido a que en el 2005 muchos sencillo no se lanzaron de manera comercial a través del sencillo en CD, los remixes se lanzaron en vinilos maxisencillos de 12 pulgadas.

## Vídeo
El vídeo del sencillo fue dirigido por Brett Ratner, quien además ya había trabajado con Mariah en ocasiones anteriores. Inicialmente se tenía pensado que el director del vídeo fuese Paul Hunter. La ubicación para filmarlo fue la mansión Greystone Park en Beverly Hills, California. El vídeo inicia con una gran entrada de Mariah escoltada por sus bailarines, quienes están enmascarados al igual que los invitados de la fiesta. También cuenta con la aparición de los raperos Dupri y Fatman Scoop. Carey aparece cantando mientras se arregla para la gran fiesta, mientras las chicas que se encuentran en su lado bailan y cantan con ella. El vídeo finaliza cuando un misterioso joven (Wentworth Miller) se acerca a ella, quien fue un antiguo amor y lo dejó ir, se quita la máscara, le lanza una rosa blanca a Carey y aparece la frase: "To be continued" (Continuará). Se supone que la continuación del videoclip ocurre durante el vídeo musical de Mariah del siguiente sencillo: We Belong Together (los dos vídeos fueron filmados simultáneamente).

## Lista de Pistas
Europa, CD sencillo
1. «It's like That» (Álbum Versión)
2. «It's like That» (David Morales Radio Mix)

Europa, CD maxisencillo
1. «It's like That» (Álbum Versión)
2. «It's like That» (No Rap)
3. «It's like That» (David Morales Club Mix)
4. «It's like That» (David Morales Classic Mix)
5. «It's like That» (Stereo Experience)

## Posicionamiento
| Lista (2005)                                        | Posición     |
| --------------------------------------------------- | ------------ |
| E.U., Billboard Hot 100                             | 16           |
| E.U., Billboard Hot 100 Singles Sales               | 8            |
| E.U., Billboard Hot 100 Airplay                     | 14           |
| E.U., Billboard Pop 100                             | 20           |
| E.U., Billboard Hot R&B/Hip-Hop Singles & Tracks    | 17           |
| E.U., Billboard Hot Digital Songs                   | 10           |
| E.U., Billboard Hot Digital Tracks                  | 7            |
| Estados Unidos, Billboard Hot Dance Singles Sales   | 1 (1 semana) |
| Estados Unidos, Billboard Hot Dance Music/Club Play | 1 (1 semana) |
| E.U., Billboard Dance Radio Airplay                 | 10           |
| E.U., Billboard Top 40 Tracks                       | 34           |
| E.U., Billboard Mainstream Top 40                   | 16           |
| E.U., Billboard Rhythmic Top 40                     | 9            |
| E.U., ARC Weekly Top 40                             | 10           |

| Lista (2005)                            | Posición |
| --------------------------------------- | -------- |
| Filipinas, Top 40                       | 1        |
| Tokyo, Hot 100                          | 1        |
| Reino Unido, Top 75 Singles Chart       | 4        |
| Australia, ARIA Singles Chart           | 9        |
| Suiza, Top 100 Singles                  | 10       |
| Noruega, Top 20 Singles Chart           | 13       |
| Alemania, Top 100 Singles Chart         | 14       |
| Francia, Top 100 Singles                | 16       |
| Canadá, Billboard Top 100 Singles Chart | 29       |
| Austria, Top 100 Singles Chart          | 33       |
| Suecia, Top 60 Singles Chart            | 47       |

- Datos: Q1076891